# St.-Salvatoris-Kirche (Geesthacht)

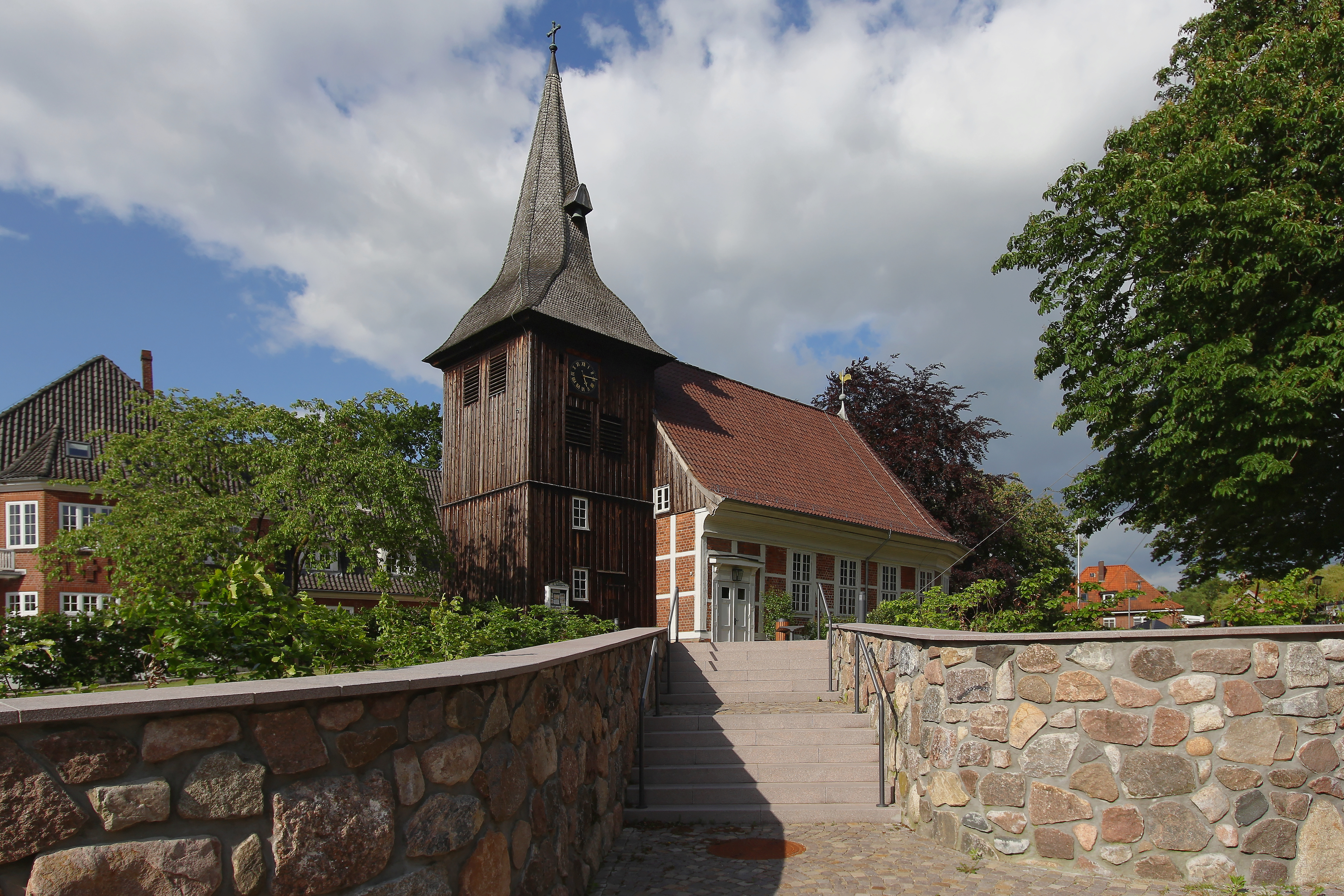
Ansicht von Südosten

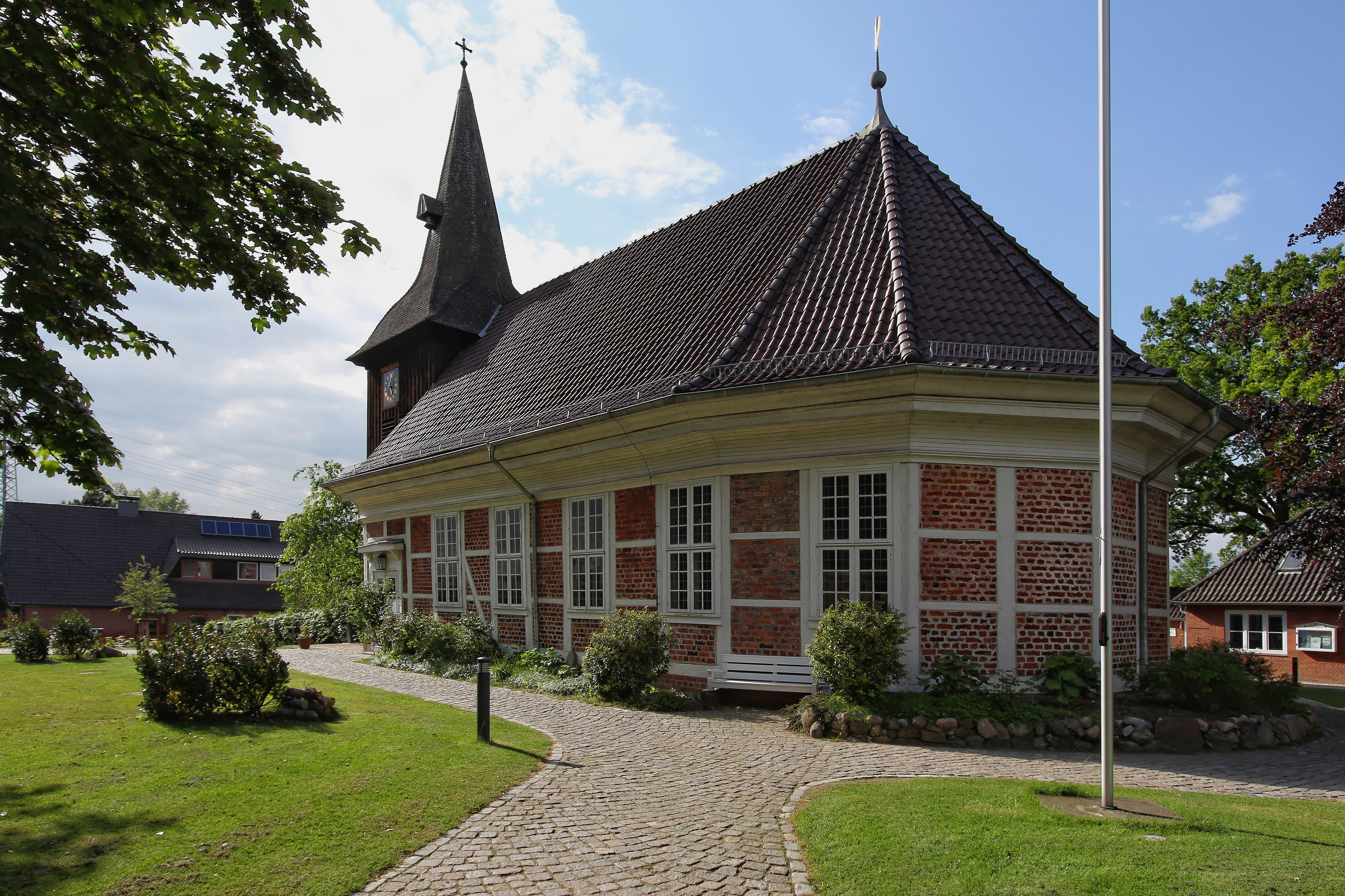
Ansicht des Chors

Die St.-Salvatoris-Kirche ist die älteste erhaltene Kirche in Geesthacht. Die Vorgängerkirche in Geesthacht war die St.-Peter-Kirche. Es wird angenommen, dass die erste Kirche Geesthachts im 10. Jahrhundert errichtet wurde. Im Ratzeburger Zehntregister von 1230 wird die Kirche zu „Hagede“ erstmals erwähnt. Die zweite Kirche, gewidmet dem Apostel Petrus, wurde wahrscheinlich im Jahre 1261 neu errichtet, nachdem die erste Kirche infolge der Flussbettverlagerung der Elbe zerstört worden war. Auf Flurkarten aus dem 18. Jahrhundert finden sich teilweise noch zwei Standorte für Kirchen.

## Bau und Geschichte
Nach mehrmaliger Zerstörung der Vorgängerkirchen durch Hochwasser der Elbe oder Verlagerungen ihres Flussbettes wurde das bis heute existente Kirchengebäude in Fachwerkbauweise auf einer flutsicheren Anhöhe gebaut. Seinen unmittelbaren Vorgängerbau zerstörte Anfang März 1684 ein Hochwasser mit starkem Eisgang. Allerdings gelang es, verschiedene Ausstattungsgegenstände wie Gestühl, Kanzel, Altar, Taufstein, Glocken und Uhrwerk zu bergen und im Neubau zu verwenden. Auch Backsteine und weiteres Baumaterial aus der Ruine des Vorgängerbaus konnten genutzt werden. Allerdings überstiegen die Kosten für den notwendigen Neubau trotzdem die Möglichkeiten der damals nur ca. 280 Personen (1690 gab es 62 Haushalte) umfassenden Gemeinde, so dass erst nach einer größeren Sammlung in Hamburg, Lübeck und den Vier- und Marschlanden im März 1685 damit begonnen werden konnte. Schon am 13. November 1685 weihte Pastor Simon den Neubau im Beisein des Amtmanns des Beiderstädtischen Amtes Bergedorf, Johann Reimboldt, feierlich ein.
Zeit- und Ortstypisch errichtete man eine Saalkirche mit Tonnendecke und mehrseitigem Chor, den man 1691 um den hölzernen Turm erweiterte. Ein größerer Umbau erfolgte 1841, als die Seitenemporen des Innenraums eingezogen wurden.
Vor dem Ersten Weltkrieg gab es Planungen für einen umfangreichen Neubau, der die alte Kirche ersetzen sollte. Von diesen Plänen wurde zunächst von 1915 bis 1917 der Bau von Pastorat und Gemeindesaal umgesetzt, der Kirchenneubau konnte danach nicht mehr finanziert werden. Heute wirken daher die Anbauten für das recht kleine Kirchengebäude überproportional groß.
1985 erhielt die Kirche anlässlich der 300-Jahr-Feier ein neues Turmkreuz aus Kupfer.
Das gesamte Areal der Kirche ist zu den Straßen hin mit einer Feldsteinmauer umgeben. Seit Beginn der 2010er-Jahre liegt die Kirche innerhalb eines Sanierungsgebietes, wodurch umfangreiche Instandsetzungen der Hofmauer und Veränderungen an der Gestaltung des Kirchhofes möglich wurden. Der Kirchhof wurde bis 1918 als Friedhof genutzt. Aus dieser Zeit sind noch einige Grabsteine erhalten geblieben.
Als Rest der langjährigen Zugehörigkeit von Geesthacht zu Hamburg (1420 bis 1937) gehört die Kirchengemeinde heute noch als Exklave zum Kirchenkreis Hamburg-Ost.

## Innenausstattung

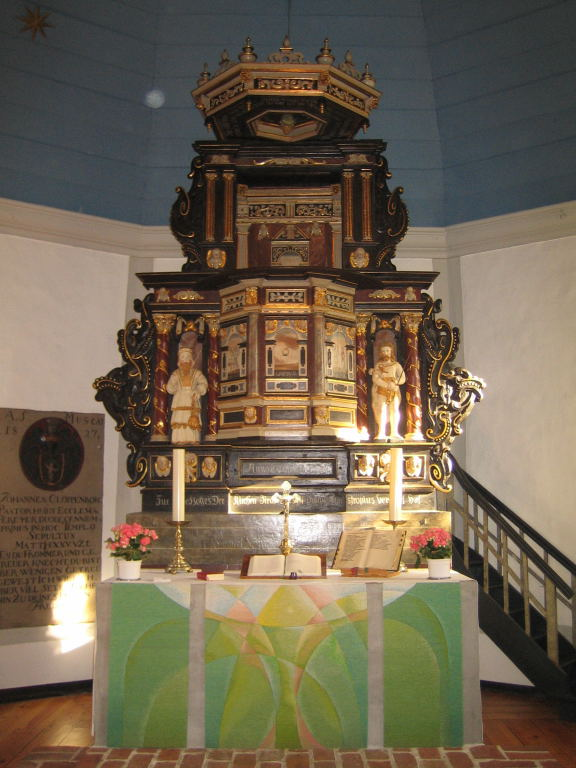
Altar

Das auffälligste Stück im Innenraum ist der Kanzelaltar von 1840, der aus mehreren Teilen besteht, die ursprünglich nicht zusammen gehörten. Für seinen Bau verwendete man den Kanzelkorb, ein Epitaph und die Tür eines Beichtstuhls aus der Vorgängerkirche. Die zwei Holzfiguren an den Altarseiten stellen Christus und Aaron dar. Die Abendmahlsgeräte sind durchweg recht alt, ein silberner Kelch stammt von 1717, zwei Messingleuchter von 1722 und eine silberne Weinkanne ebenfalls aus dem 18. Jahrhundert. Das silberne Kruzifix ist dagegen ca. 100 Jahre jünger.
Die Brüstung ist mit Bildern des Malers Willi Langbein verziert, die nach 1938 entstanden.
Die Kirche besitzt zwei der ältesten Buntglasfenster der Umgebung. Die vom Bergedorfer Glaser Henning Schröder gefertigten Fenster sind eine Stiftung des Amtmannes Reimboldt aus dem Jahr 1687. Von Schröder stammen auch zwei weitere kleine Buntglasscheiben am Fenster der Altarnische.
Die Taufe ist ein auffälliges Beispiel für die Kombination alter und neuer Elemente. Einen verwitterten Holzbalken, der 1928 aus der Elbe geborgen wurde, kombinierte man mit einer modernen bronzenen Taufschale Fritz Fleers.
Seit 1909 sind drei mit Wappen früherer Pastoren versehene Grabsteine in den Kirchenwänden eingemauert und vom Innenraum aus sichtbar. Der Kronleuchter wurde der Kirche 1786 gestiftet.

## Glocken
Die älteste und größte der Kirchenglocken stammt wahrscheinlich noch aus der zweiten Kirche (St.-Peter-Kirche) und wurde wahrscheinlich 1261 gefertigt. Ihre Inschrift lautet: Signum dono choro, fleo funera, festa decor(o) (deutsch: „Zeichen gebe ich dem Chor. Ich beweine die Leichenbegängnisse. Die Feste schmücke ich.“). Die beiden anderen Glocken wurden 1959 in der Glocken- und Kunstgießerei Rincker gegossen, nachdem während des Zweiten Weltkriegs ihre Vorgänger für Rüstungszwecke eingeschmolzen worden waren. Sie tragen die Inschriften Freuet euch in dem Herrn allewege! (Phil 4,4 ) und Eure Güte lasset kund sein allen Menschen. Der Herr ist nahe. (Phil 4,5 )
Daten
| Glocke | Schlagton | Gussjahr | Durchmesser | Gewicht |
| ------ | --------- | -------- | ----------- | ------- |
| 1      | as¹-5     | um 1260  | 1130 mm0    | 900 kg  |
| 2      | b¹        | 1959     | 940 mm      | 480 kg  |
| 3      | c²        | 1959     | 850 mm      | 350 kg  |

## Orgel
Erst 1843 erhielt die Kirche die erste Orgel und 1911 ihre zweite. Die heutige ist die dritte Orgel der Kirche, sie wurde 1969 von Alfred Führer gefertigt. Das Schleifladen-Instrument hat 22 Register auf zwei Manualwerken und Pedal.
| I Hauptwerk C–g3 |       |
| Prinzipal        | 8′    |
| Rohrflöte        | 8′    |
| Prinzipal        | 4′    |
| Gedacktflöte     | 4′    |
| Waldflöte        | 2′    |
| Quinte           | 1 ⁄3′ |
| Mixtur IV        | 2′    |
| Trompete         | 8′    |
| Tremulant        |       |

| II Schwellwerk C–g3 |        |
| Gedackt             | 8′     |
| Quintade            | 8′     |
| Prinzipal           | 4′     |
| Oktave              | 2′     |
| Terzglocke          | 1 3⁄5′ |
| Scharff III         |        |
| Dulcian             | 8′     |
| Tremulant           |        |

| Pedalwerk C–f1   |       |
| Subbaß           | 16′   |
| Prinzipal        | 8′    |
| Rohrflöte        | 8′    |
| Hohlflöte        | 4′    |
| Rauschpfeife III | 2 ⁄3′ |
| Fagott           | 16′   |
| Trompete         | 8′    |

- Koppeln: II/I, I/P, II/P

## Fotografien

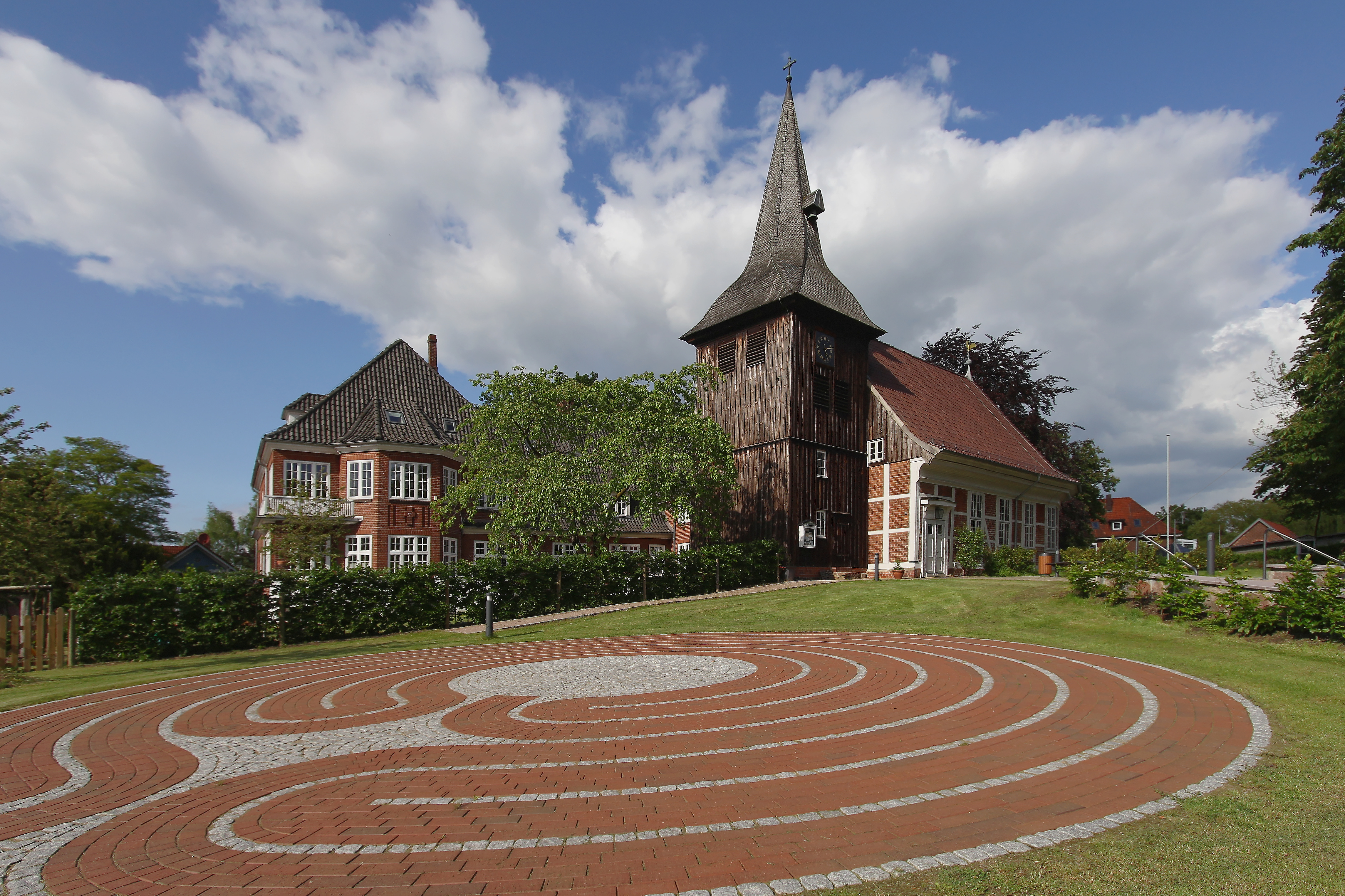
Kirche mit Pastorat und neuem Kirchhof
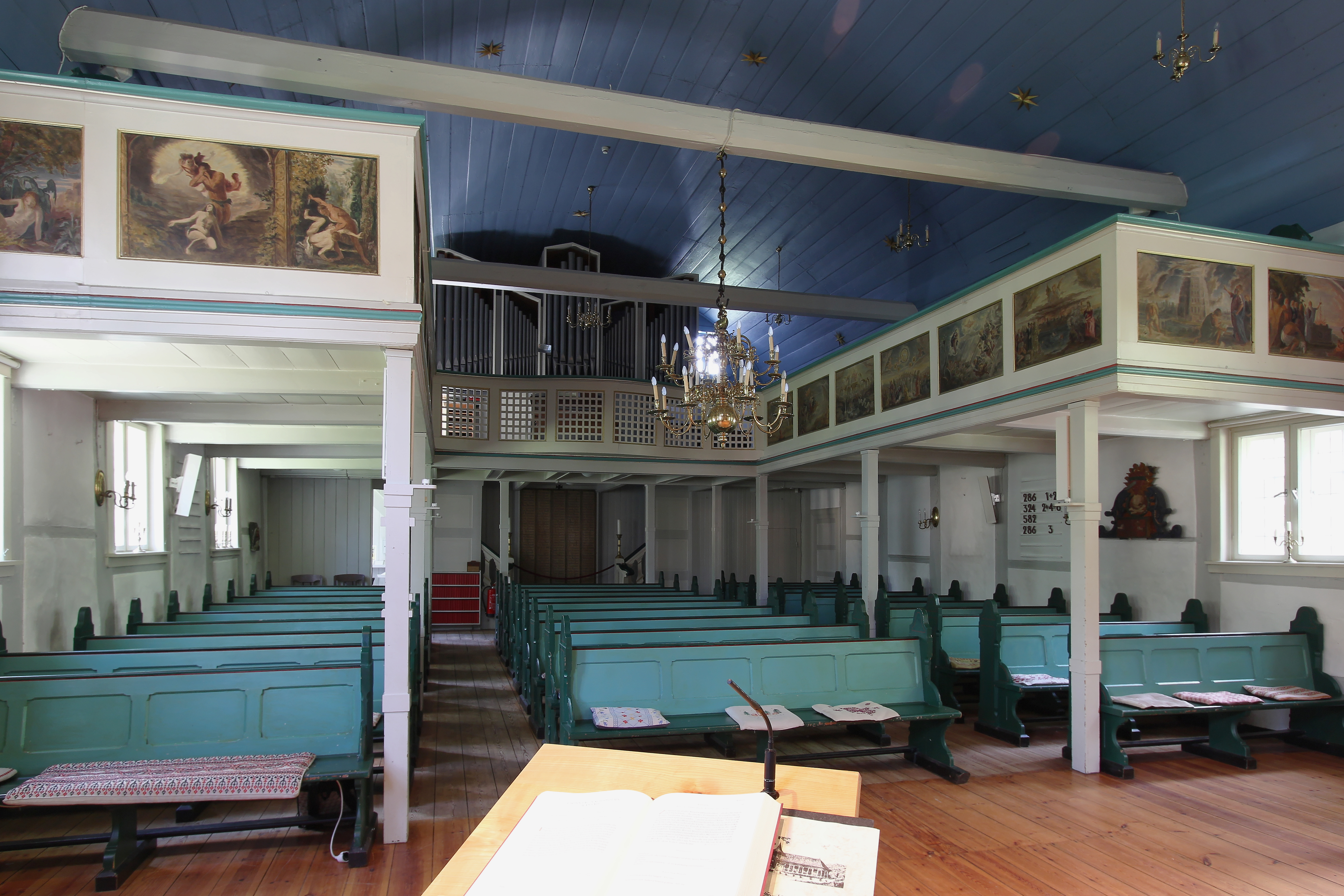
Innenraum mit Emporen und Orgel
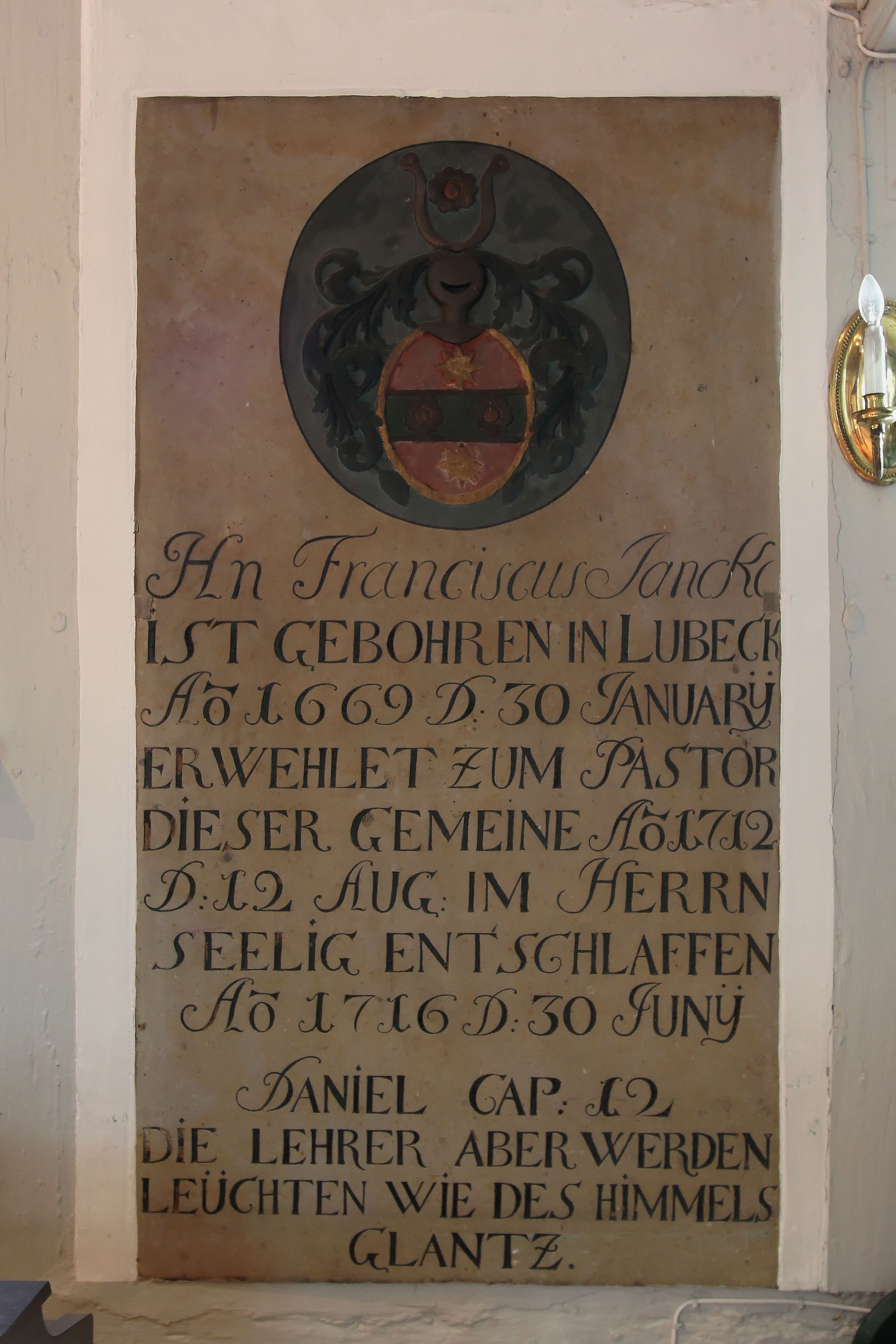
Eine der Grabplatten im Innenraum
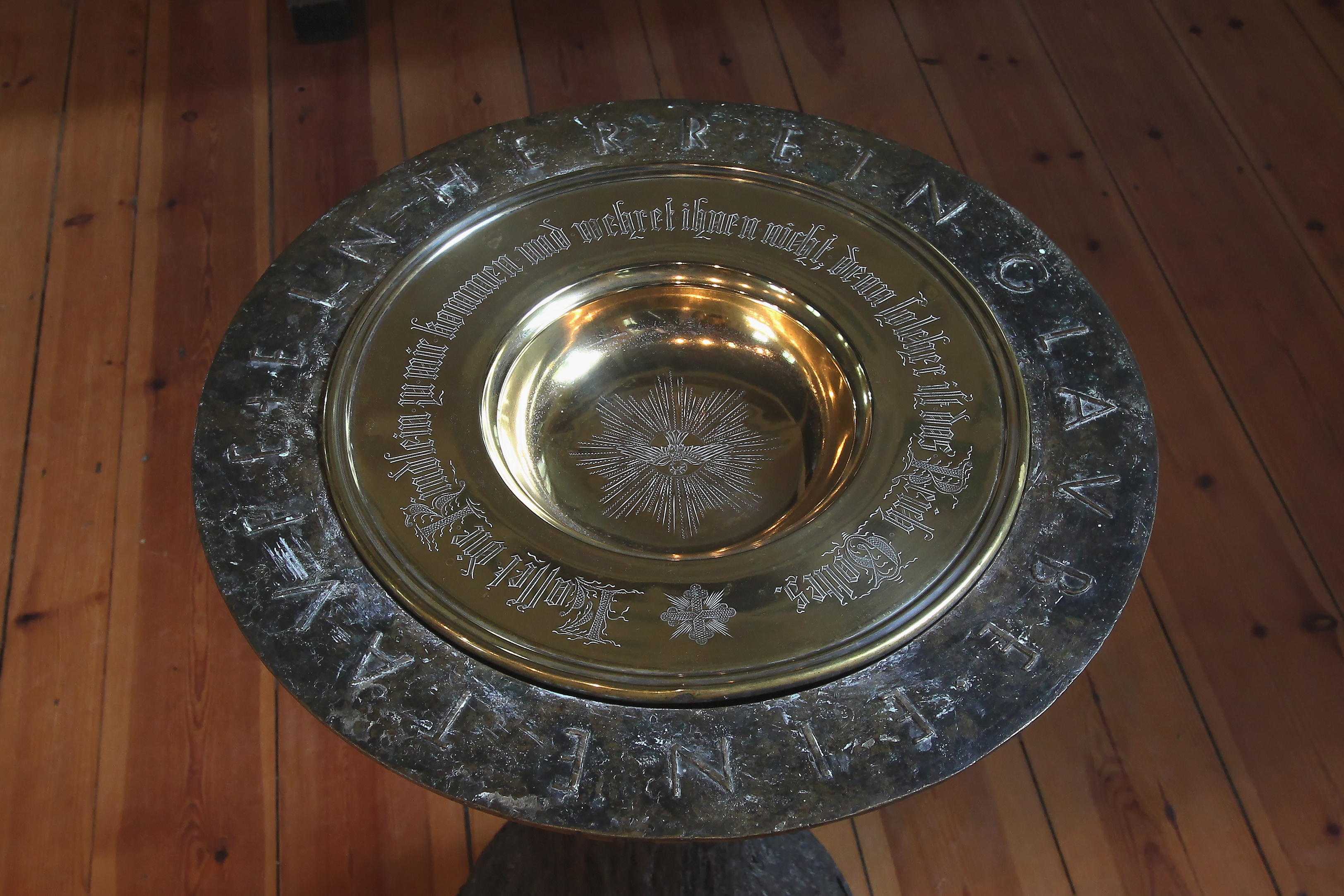
Taufschale
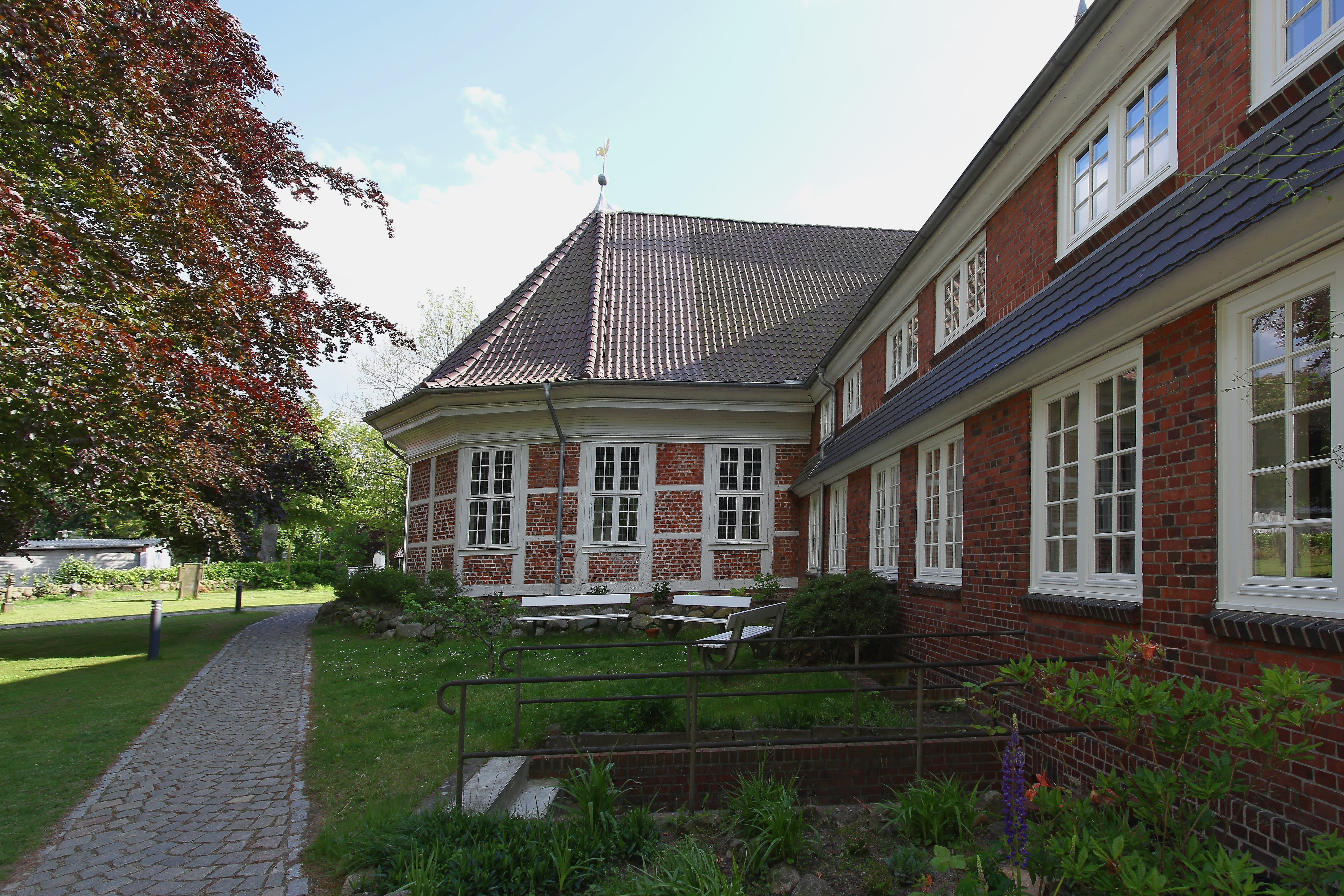
Anbau des Pastorates an die Kirche
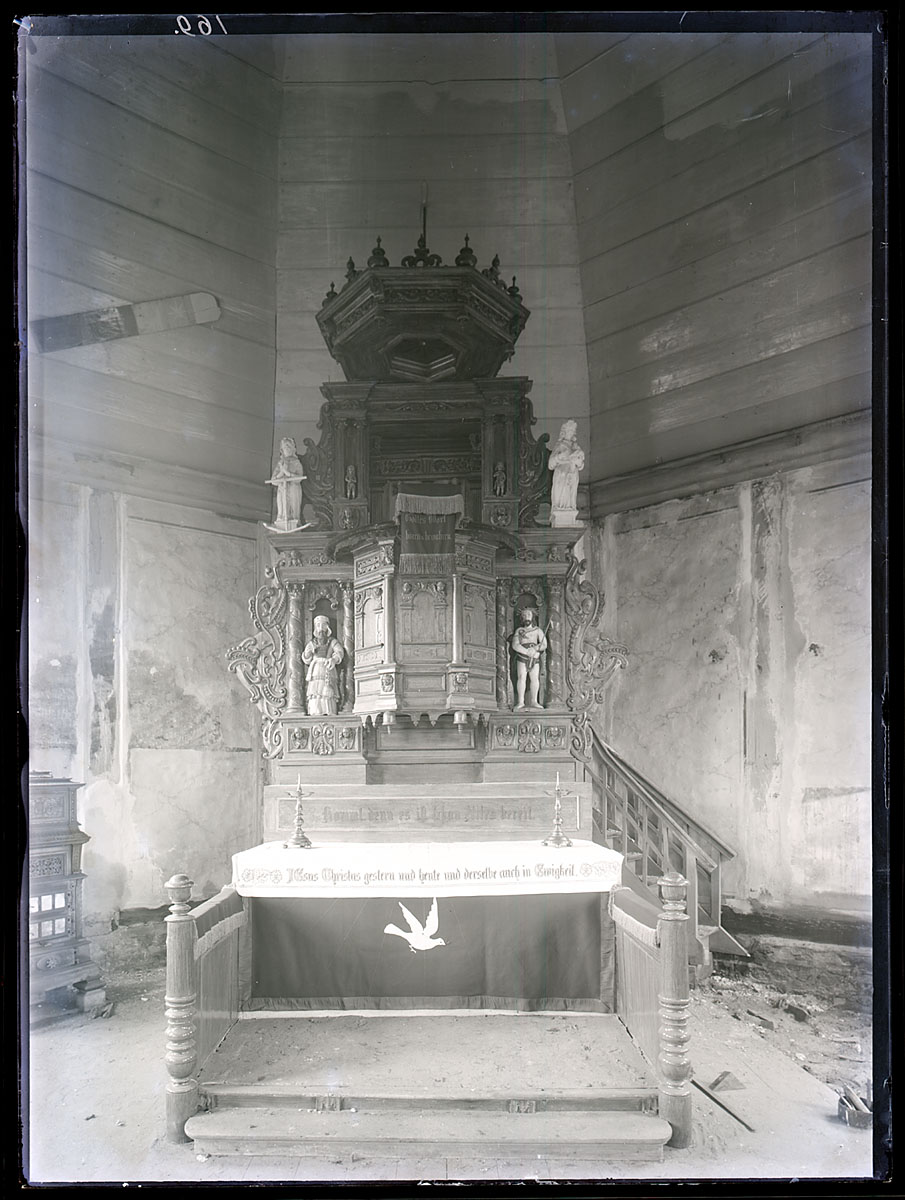
Historische Aufnahme des Kanzelaltars von 1898 von Wilhelm Weimar